# Mazarin-Meister

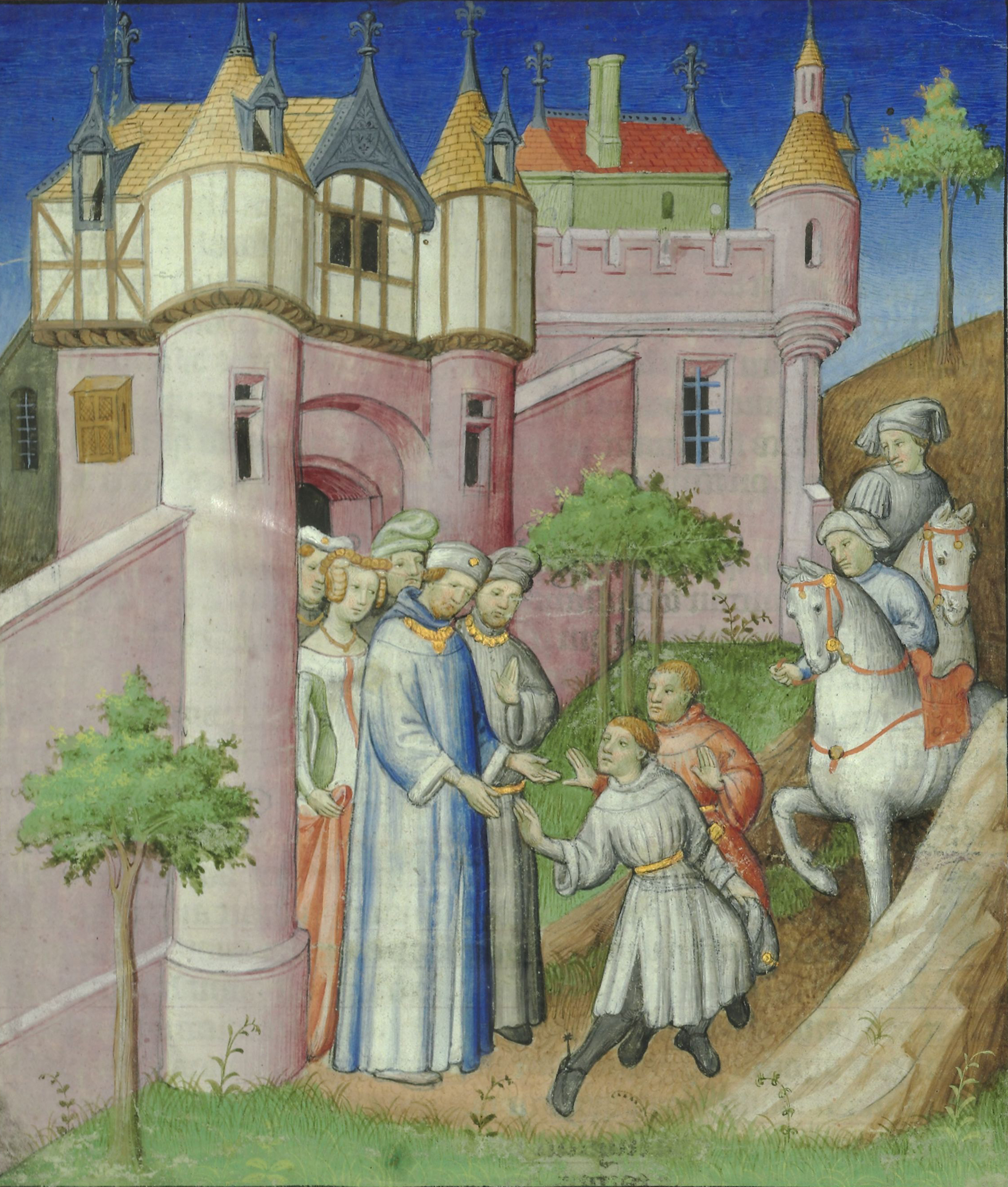
Miniatur aus dem Buch der Wunder (1410–13). Marco Polo verlässt Konstantinopel.

Als Mazarin-Meister oder auch Mazarine-Meister oder Meister des Stundenbuchs des Mazarin (engl. Master of the Mazarine Hours, Master of the Mazarin 469) wird ein vermutlich aus Flandern stammender Buchmaler in Paris um die Jahre 1410 bis 1420 bezeichnet. Der namentlich nicht bekannte Künstler ist nach einem von ihm um 1420 ausgemalten Stundenbuch benannt, das sich im 17. Jahrhundert im Besitz des Kardinals Jules Mazarin befand. Das Werk des Mazarin-Meisters gehört zu einer größeren stilistischen Gruppe der Pariser Buchmalerei, die mit dem Notnamen Boucicaut-Meister angesprochen wird.

## Identifizierung
Die Werke, die heute dem Mazarin-Meister und seiner Werkstatt zugeschrieben werden, wurden lange Zeit über zusammen mit weiteren Werken unter dem Notnamen Boucicaut-Meister geführt. Insofern beziehen sich fast alle Äußerungen in der älteren Forschung zu diesem größeren Werkkomplex auch auf jene Untergruppe, die heute unter dem Namen Mazarin-Meister ausgesondert wird. Dabei ist unklar, welche Besonderheiten jeweils gemeint sind.
Erst gegen Ende der 1990er Jahre hat  François Avril Überlegungen von Gabriele Bartz aufgegriffen, innerhalb des größeren Werkkomplexes des Boucicaut-Meisters eine eigene Werkstatt auszusondern. Namensgebend wurde dabei das um 1420 entstandene Stundenbuch, das unter der Signatur Ms. 469 heute in der Pariser Bibliothèque Mazarine aufbewahrt wird.
Dem Meister und seiner Werkstatt werden zahlreiche Arbeiten in weiteren Büchern zugeschrieben. Eine zeitlichen Fixpunkt bieten die Miniaturen im Livre des merveilles du monde, das zwischen 1410 und 1413 angefertigt wurde und 1413 mit Sicherheit vollendet war.
Es hat den Anschein, als habe der Maler vor allem für Mitglieder der burgundischen Partei in den politischen Konstellationen in Frankreich im ersten Viertel des 15. Jahrhunderts gearbeitet.
Der Kunsthistoriker François Avril hat vorgeschlagen, den Mazarin-Meister mit dem flämischen Buchmaler Jacob Coene zu identifizieren, der um 1404 in Paris für den Burgunderherzog Philipp den Kühnen arbeitete. Damals arbeitete er als Maler zusammen mit dem als Illuminateur bezeichneten Haincelin de Hagenau. Coene gehörte nach der urkundlichen Überlieferung zu den berühmten Malern der Jahrhundertwende und war zuvor in Mailand angestellt worden, Zeichnungen der Kathedrale anzufertigen.

## Werk
Der Mazarin-Meister ist nach einem von ihm um 1420 ausgemalten Stundenbuch benannt, das sich im 17. Jahrhundert im Besitz des Kardinals Jules Mazarin befand. Es wird unter der Signatur Ms. 469 heute in der Pariser Bibliothèque Mazarine aufbewahrt.
Zuvor schuf der Maler zahlreiche großformatigen Miniaturen in dem  Livre des merveilles du monde (Buch der Wunder), eine 1410 bis 1413 angelegte illustrierte Sammlung von Reisebeschreibungen, darunter die des Marco Polo. An diesem Werk haben sich weiter der Egerton-Meister und der Bedford-Meister beteiligt. Das Buch der Wunder wurde von dem Burgunderherzog Johann Ohnefurcht in Auftrag gegeben und 1413 an den berühmten Büchersammler Jean de Berry verschenkt.

## Würdigung
François Avril hält den Mazarin-Meister nach Ausweis seiner malerischen Handschrift für einen aus den Niederlanden stammenden Künstler, der immer auch italienische Anregungen verarbeitet. Er hat nach Ausweis der erhaltenen Werke in verschiedenen Handschriften immer wieder mit dem Bedford-Meister und dem Egerton-Meister zusammengearbeitet. Wenn die von der Forschung öfters geäußerte Identifizierung des Bedford-Meisters mit  Haincelin de Hagenau zutrifft, so würde auch dieser aus den nordöstlichen Grenzbereichen Frankreichs stammen.
Mit dem Bedford-Meister und dem ab etwa 1408 greifbaren, besonders innovativen Boucicaut-Meister kann der Mazarin-Meister innerhalb der Pariser Buchkunst des frühen 15. Jahrhunderts zu den bedeutenden Künstlern ihrer Zeit gezählt werden. Mit ihnen bildet er einen erkennbaren gemeinsamen Stilkreis, sodass gegenseitige Beeinflussungen stattgefunden haben. Die Untersuchung dieses Pariser Stilkreises und die Trennung der von den jeweiligen Meistern und ihren Mitarbeitern geschaffenen Beiträge kann der kunst- und buchhistorischen Forschung Einblicke in die künstlerische Entwicklung der Spätgotik und beginnenden Renaissance in Paris geben. So zeigt sich auf der einen Seite eine aus traditioneller Arbeitsweise entstandene Handwerkskunst sowie die gegenseitige Beeinflussung und der künstlerische Austausch von Ideen und Motiven. Es lassen sich aber auch die Entwicklungen individueller Buchmaler erkennen, die die traditionelle Miniaturmalerei eigenständig weiterentwickeln.
Zu den epochalen Neuerungen der Jahre um 1410 gehört eine neuartige Darstellung räumlicher Tiefe und von Lichtverhältnissen durch Farbwahl und Komposition architektonischer Räume. Die Pariser Gruppe von Buchmalern um den zuerst identifizierten Boucicaut-Meister gilt damit als Wegbereiter so großer jüngerer Künstler wie Jan van Eyck und Jean Fouquet. Der bedeutende Kunsthistoriker Erwin Panofsky hat 1953 sogar von künstlerischem "Genie" gesprochen. Dabei hatte Panofsky aber die gesamte Gruppe innovativer Buchmalerei im Blick, soweit er sie kannte, und ganz besonders jenen Boucicaut-Meister im engeren Sinn, den man heute durch das um 1408/10 entstandene Stundenbuch für den Marschall Boucicaut kennt (Museum Jacquemart-André, ms. 2).